# Vulpești, Ungheni
Vulpești este un sat din componența comunei Mănoilești din raionul Ungheni, Republica Moldova.